# 恩和镇
恩和镇，是中华人民共和国宁夏回族自治区中卫市中宁县下辖的一个乡镇级行政单位。

## 行政区划
恩和镇下辖以下地区：
秦庄村、上庄村、恩和村、沙滩村、刘桥村、华寺村、朱台村、曹桥村和河滩村。